# 乳飲み子羊のロースト
乳飲み子羊のロースト（ちのみこひつじのロースト、スペイン語: lechazo asado）は乳飲み子羊（まだ母乳を飲んでいて、餌を食べていない子羊）のアサードの一種。スペイン料理においては、カスティーリャ・イ・レオン州およびアストゥリアス州で非常に人気がある。カスティーリャ・イ・レオン州およびアストゥリアス州の料理でもっとも重要な料理の一つである。伝統的に、薪オーブンを使って土鍋で調理され、ディナーの席で熱い状態で、表面がパリッとしたものが供される。
一部の地域では牧歌的な文化と持続可能な観光が融合し、国内外の主要な美食の対象となっている。その中でも、バリャドリッド、カンパスペロ、コヘセス・デル・モンテ、ロア・デ・ドゥエロ、ビリャエスクーサ・デ・ロア、パレンシア、カリオン・デ・ロス・コンデス、サルダーニャ、ブルゴス、アランダ・デ・ドゥエロ、アメユーゴ、セプルベダ、ビリャルカサール・デ・シルガ、レルマ、ペニャフィエルおよびサクラメニアの店が有名である。

## 歴史

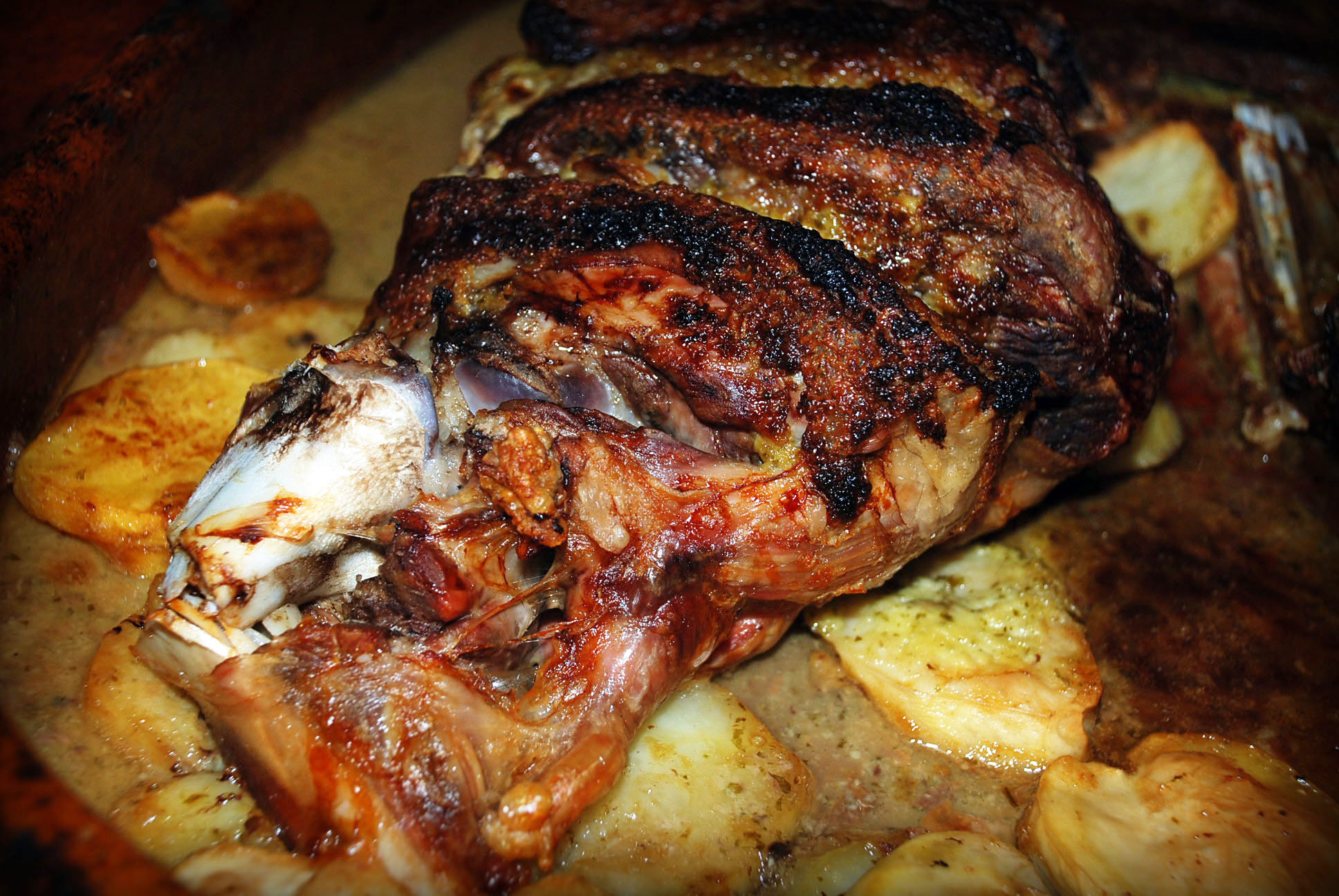
焼きたての乳飲み子羊のロースト

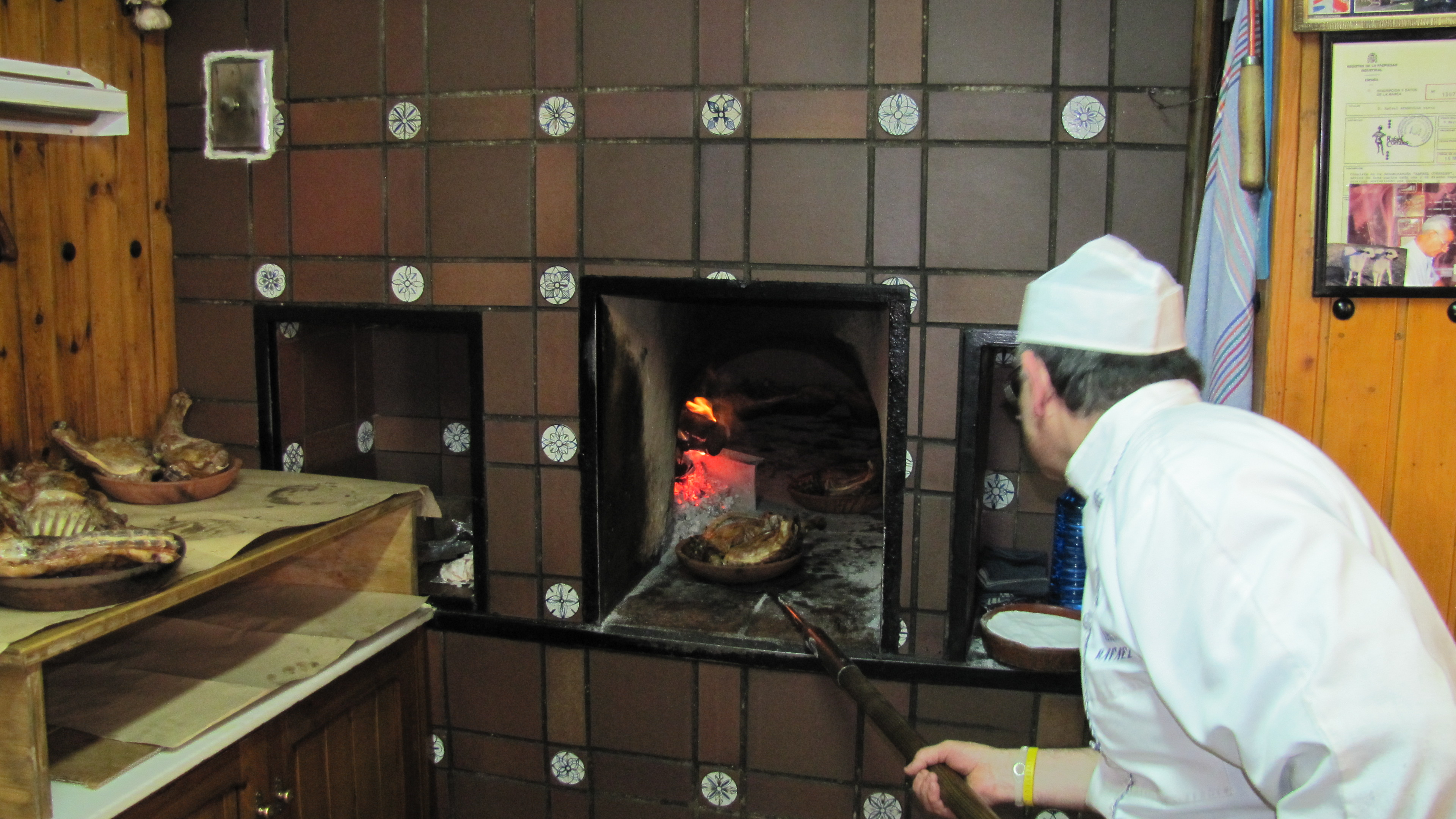
薪オーブンで調理中の乳飲み子羊のロースト

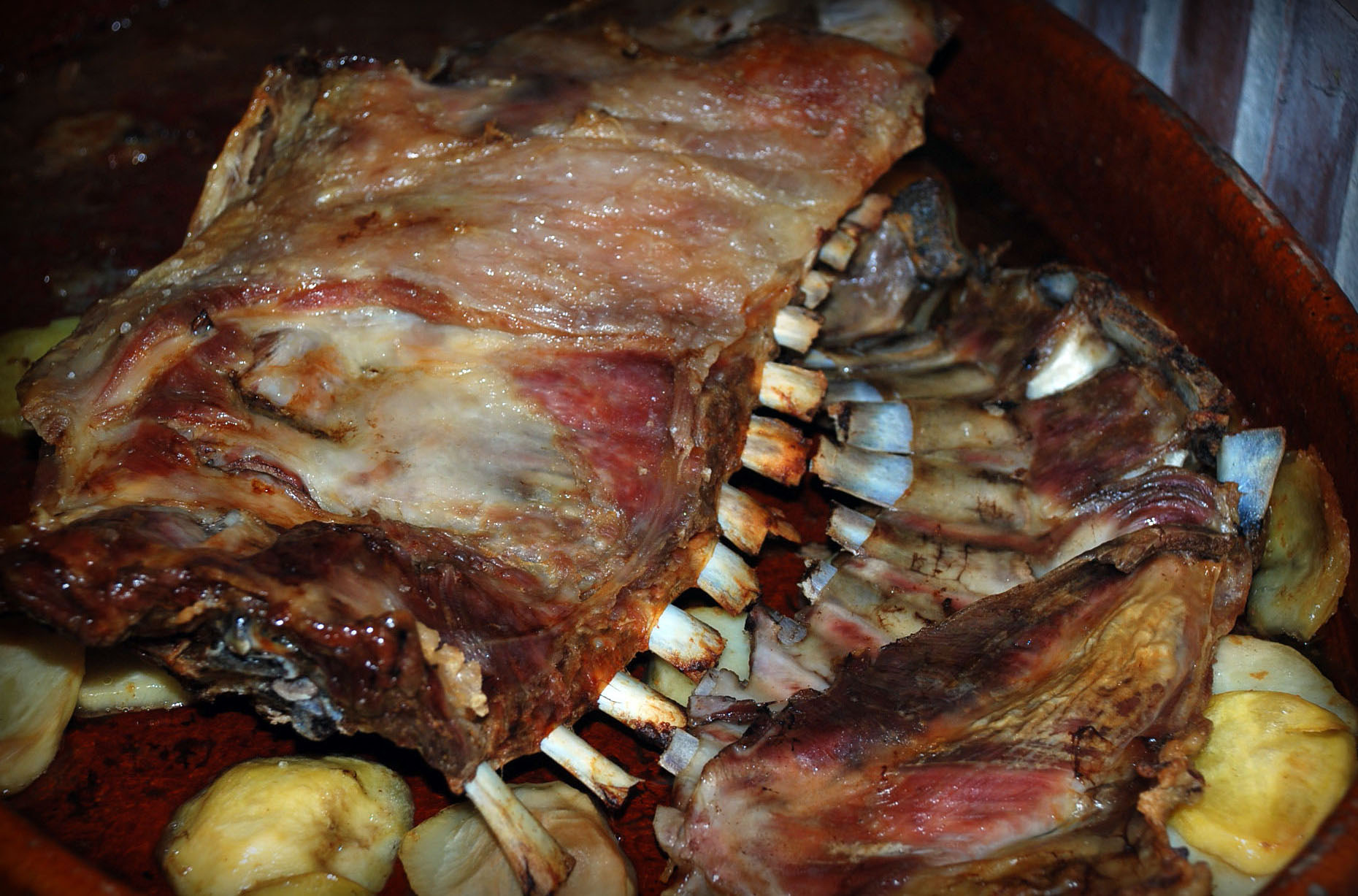
乳飲み子羊のローストのリブ

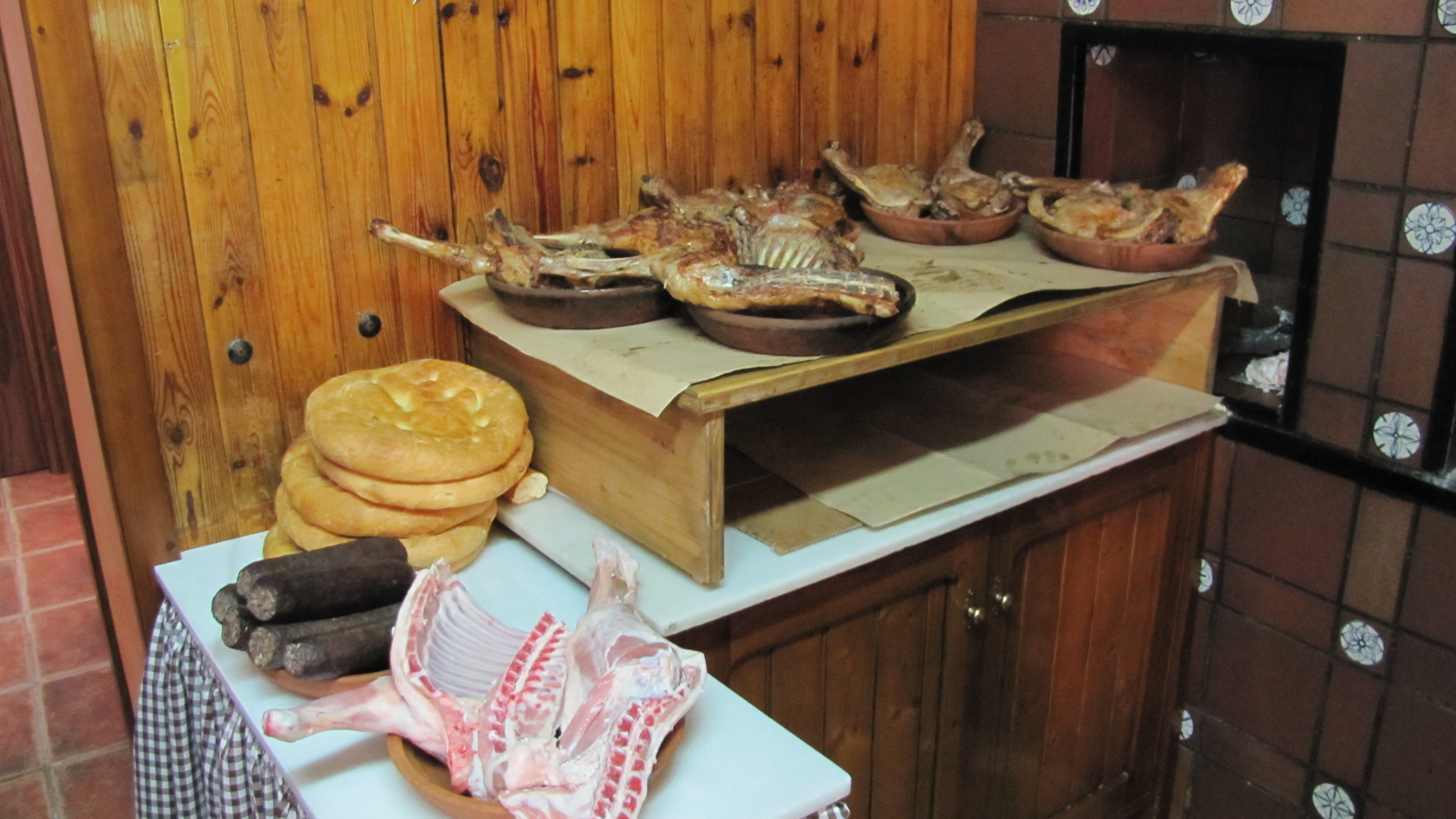
これから焼かれる子羊の4つ身のそばの4つ身の乳飲み子羊のロースト

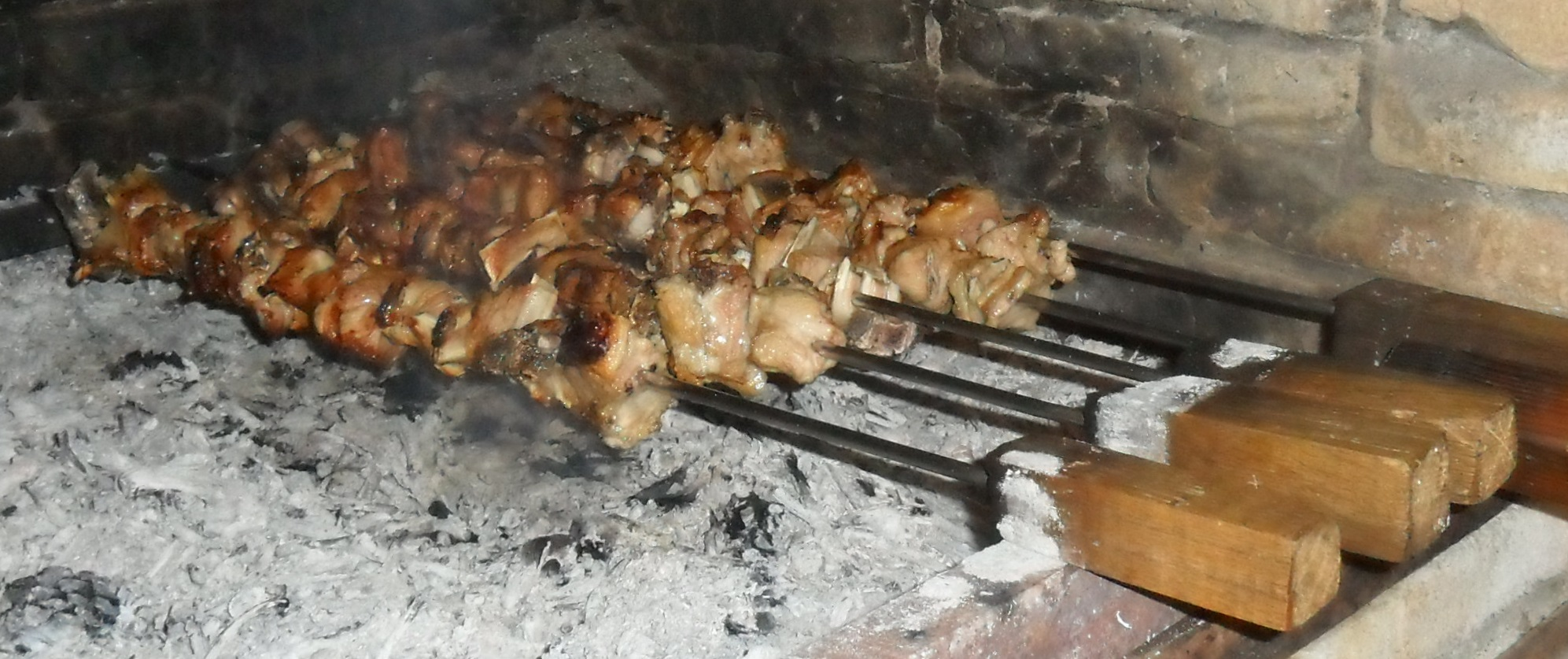
乳飲み子羊の串焼き

子羊のローストは、乳飲み仔豚の丸焼きとともに、ヒスパニアの地へのローマ帝国の侵攻以来のカスティーリャ・イ・レオン州及びアストゥリアス州の料理の一部である。この料理は現在、この2つの自治州のもっとも代表的な料理となっている。

## 調理
伝統的な土鍋に少量の水を注ぎ、一定の温度に保った熱いオーブンで2時間焼き、裏返して約30分そのままにしてから肉が柔らかくなったどうかを確認して、塩で味を整える。別のバリエーションでは、オーブンに入れる前にバターを塗り広げる。材料はほとんど必要ないが、コツを掴むのは困難である。